# Mauricio Ramos
Juan Mauricio Ramos Méndez (Santa Cruz de la Sierra, 23 settembre 1969) è un ex calciatore boliviano, di ruolo centrocampista.